# Lijst van schilders uit de barok
Dit is een lijst met bekende schilders uit de barok (ca. 1600-1715); gerangschikt naargelang de school.

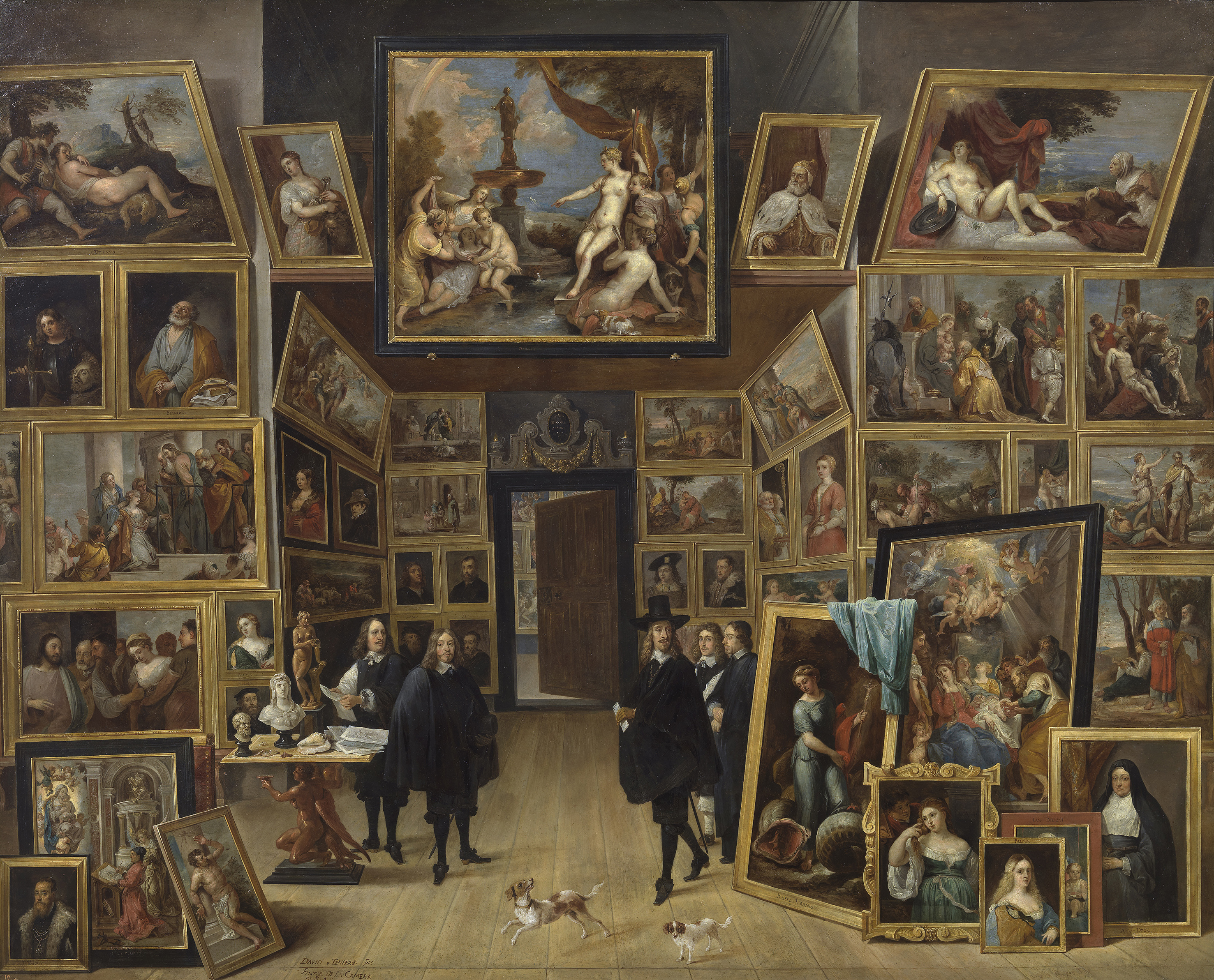
Kunstgalerij van Aartshertog Leopold Wilhelm; David Teniers II

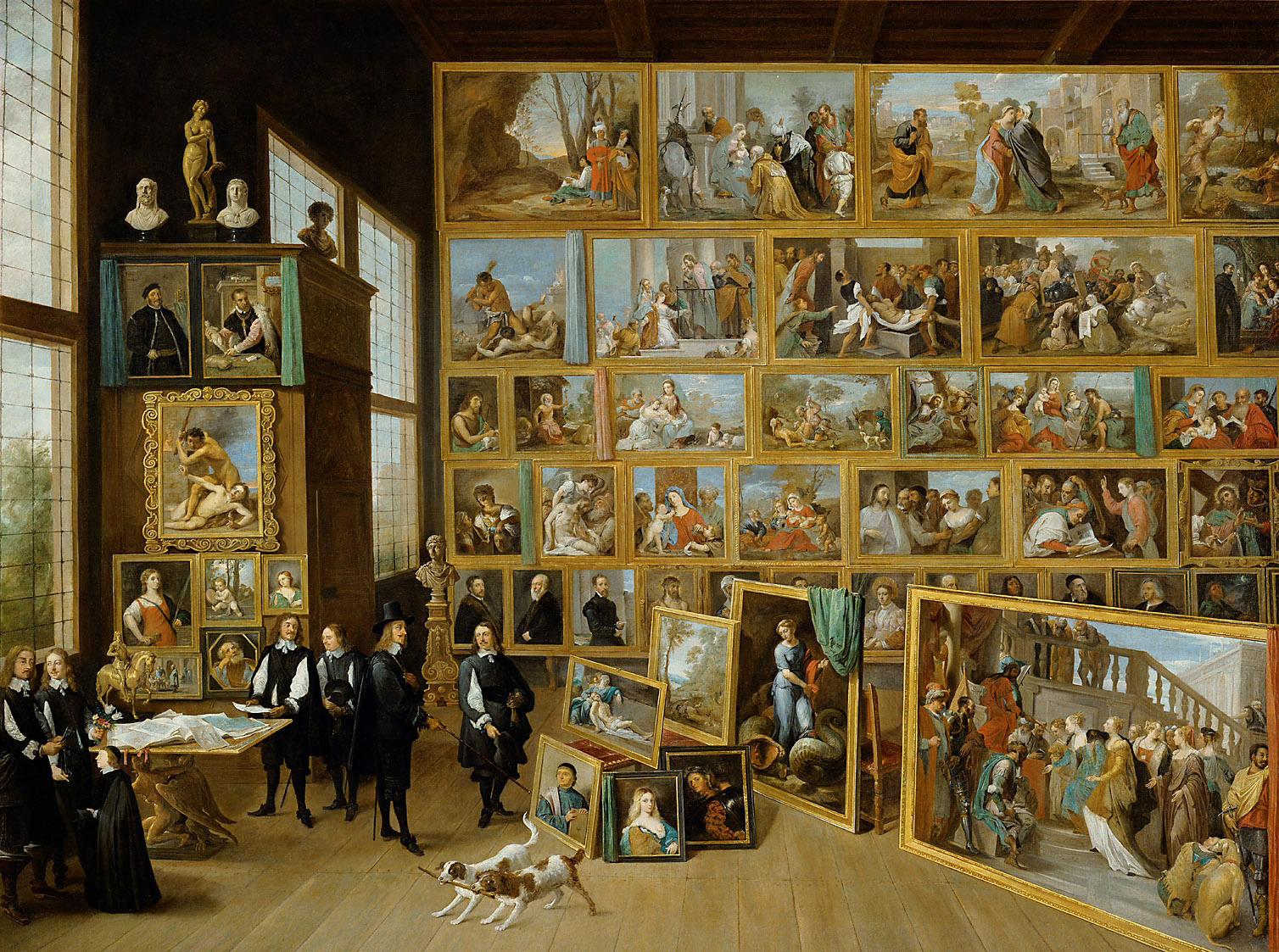
Kunstgalerij

## Vlaamse School

### Antwerpse School
Alexander Adriaenssen -
Hendrick van Balen -
Ambrosius Brueghel -
Adriaen Brouwer -
Jan Brueghel de Oude -
Jan Brueghel de Jonge -
Jan Cossiers -
Gaspar de Crayer -
Antoon van Dyck -
Jan Fijt -
Willem van Haecht -
Jacob Jordaens -
Clara Peeters -
Frans Pourbus (II) -
Erasmus Quellinus I -
Theodoor Rombouts -
Peter Paul Rubens -
Antoon Schoonjans -
Gerard Seghers -
Frans Snyders -
David Teniers I -
David Teniers II -
Lucas van Uden -
Otto van Veen -
Cornelis de Vos -
Paul de Vos -
Sebastiaen Vrancx -
Jan Wildens

### Brabantse School
Lucas Achtschellinck -
Adriaen Frans Boudewyns -
Michel Bouillon -
Jacques d'Arthois -
David Teniers II -
Lodewijk de Vadder

### Andere
Jacob Adriaensz Backer -
Jan de Baen -
Jacobus de Baen -
Jacob van Oost de Oude -
Jacob van Oost de Jonge -
Antoon van den Heuvel

## Hollandse School
Balthasar van der Ast -
Hendrick Avercamp -
Dirck van Baburen -
Nicolaes Berchem -
Jan van Bijlert -
Abraham Bloemaert -
Ferdinand Bol -
Ambrosius Bosschaert de Oude -
Jan Both -
Salomon de Bray -
Bartholomeus Breenbergh -
Jan Gerritsz. van Bronchorst -
Hendrick ter Brugghen -
Pieter Claesz -
Albert Cuyp -
Joost Cornelisz. Droochsloot -
Jacob Duck -
Antoon van Dyck -
Carel Fabritius -
Hendrick Goltzius -
Pieter de Grebber -
Cornelis van Haarlem -
Frans Hals -
Willem Claesz. Heda -
Jan Davidsz. de Heem -
Gerard van Honthorst -
Pieter de Hooch -
Samuel van Hoogstraten -
Nicolaus Knüpfer -
Gabriel Metsu -
Paulus Moreelse -
Aert van der Neer -
Reinier Nooms -
Cornelis van Poelenburch -
Paulus Potter -
Rembrandt van Rijn -
Jacob van Ruisdael -
Salomon van Ruysdael -
Herman Saftleven -
Roelant Savery -
Jan Steen -
Gerard Terborch -
Johannes Vermeer -
Jacob Waben -
Jan Baptist Weenix -
Adam Willaerts -
Jacob de Wit -
Joachim Wtewael

## Italiaanse School
Francesco Albani - Cristofano Allori - Andrea Ansaldo - Gioacchino Assereto - Il Baciccio - Sisto Badalocchio - Giovanni Baglione - Antonio Balestra - Federico Barocci - Evaristo Baschenis - Antonio Bellucci - Gian Lorenzo Bernini - Giovanni Bilivert - Orazio Borgianni - Cecco Bravo - Dionigi Bussola - Guido Cagnacci - Giacinto Calandrucci - Canaletto - Simone Cantarini - Domenico Maria Canuti - Giovanni Battista Caracciolo - Caravaggio - Bartolommeo Carducci - Vincenzo Carducci - Luca Carlevaris - Antonio Carneo - Angelo Caroselli - Giulio Carpioni - Agostino Carracci - Annibale Carracci - Lodovico Carracci - Bernardo Castello - Valerio Castello - Giovanni Benedetto Castiglione - Bernardo Cavallino - Giacomo Cavedone - Michelangelo Cerquozzi - Giacomo Ceruti - Bartolomeo Cesi - Giuseppi Chiari - Jacopo Chimenti - Carlo Cignani - Lodovico Cigoli - Viviano Codazzi - Sebastiano Conca - Belisario Corenzio - Pietro da Cortona - Guillaume Courtois - Daniele Crespi - Giovanni Battista Crespi - Donato Creti - Giovanni Battista Crosato - Francesco Curradi - Cesare Dandini - Michele Desubleo - Gaspare Diziani - Carlo Dolci - Domenichino - Domenico Feti - Domenico Fiasella - Girolamo Forabosco - Marcantonio Franceschini - Francesco Furini - Anton Domenico Gabbiani - Giovanna Garzoni - Benedetto Gennari - Artemisia Gentileschi - Orazio Gentileschi - Giuseppe Ghislandi - Luca Giordano - Antiveduto Gramatica - Giovanni Francesco Grimaldi - Gregorio Guglielmi - Giovanni Lanfranco - Giovan Battista Langetti - Filippo Lauri - Pietro Liberi - Francesco Maffei - Alessandro Maganza - Francesco Maltese - Bartolommeo Manfredi - Carlo Maratta - Orazio Marinali - Onorio Marinari - Giovanni Martinelli - Paolo de' Matteis - Sebastiano Mazzoni - Bernardino Mei - Pier Francesco Mola - Morazzone - Cristoforo Munari - Filippo Napoletano - Pietro Novelli - Carlo Francesco Nuvolone - Crescenzio Onofrij - Padovanino - Giovanni Battista Paggi - Pietro Paolini - Domenico Piola - Andrea Pozzo - Mattia Preti - Ercole Procaccini il Giovane - Giulio Cesare Procaccini - Giuseppe Recco - Guido Reni - Domenico Robusti - Giovanni Francesco Romanelli - Salvator Rosa - Pacecco de Rosa - Matteo Rosselli - Giovanni Battista Ruoppolo - Andrea Sacchi - Ventura Salimbeni - Tommaso Salini - Giovanni da San Giovanni - Carlo Saraceni - Sassoferrato - Bartolomeo Schedone - Sinibaldo Scorza - Giovanni Serodine - Elisabetta Sirani - Giovanni Gioseffo dal Sole - Francesco Solimena - Lionello Spada - Massimo Stanzione - Bernardo Strozzi - Gianfrancesco Susini - Enea Talpino - Antonio Tempesta - Pietro Testa - Alessandro Tiarini - Tiberio Tinelli - Alessandro Turchi - Andrea Vaccaro - Tanzio da Varallo - Antonio Maria Vassallo - Pietro della Vecchia - Gian Battista Viola - Il Volterrano

## Franse School
Sébastien Bourdon - Philippe de Champaigne - Jean-Baptiste-Siméon Chardin - Antoine Coypel - François-Hubert Drouais - Anna Rosina de Gasc - Charles de La Fosse - Georges de La Tour - Nicolas Lancret - Nicolas de Largillière - Charles Le Brun - Louis Le Nain - Eustache le Soeur - François Lemoyne - Carle van Loo - Claude Lorrain - Pierre Mignard - Louise Moillon - Jean-Marc Nattier - Jean Nocret - Jean-Baptiste Oudry - Antoine Pesne - Nicolas Poussin - Pierre Paul Puget - Hyacinthe Rigaud - Louis Tocqué - Robert Tournières - Jean-François de Troy - Simon Vouet

## Spaanse School
José Antolínez - Juan de Arellano - Alonso Cano - Eugenio Cajes - Juan Carreño de Miranda - Mateo Cerezo - Claudio Coello - Francisco da Herrera (de jonge) - Juan Bautista Maíno - Juan Bautista Martínez del Mazo - Bartolomé Murillo - Jusepe Leonardo - Pedro Núñez del Valle - Pedro Orrente - Antonio de Pereda - Francisco Ribalta - José de Ribera - Juan Sánchez Cotán - Juan de Valdés Leal - Diego Rodríguez de Silva y Velázquez - Francisco de Zurbarán - Juan van der Hamen y León

## Engelse School
Thomas Gainsborough - William Hogarth - Peter Lely - Allan Ramsay - Joshua Reynolds - Samuel Scott

## Pruisische School
Johann Baptist Zimmermann

## Schilderstijlen
Onder de barokke schilderkunst vallen diverse schilderstijlen, zoals:
- Absolutisme
- Allegorisme
- Barok-classicisme
- Caravaggisme
- Emotionalisme
- Gesturalisme
- Neoclassicisme
- Piëtisme
- Sektarisme